# Augustin Tuset
Augustin Tuset est un sculpteur et médecin français né le 27 janvier 1893 et mort le 11 novembre 1967 à Quimper.

## Biographie
Augustin Tuset naît à Pia le 27 janvier 1893.
Il participe à la Première Guerre mondiale, interrompant ses études de médecine. À la suite de la médecine militaire qu'il a pratiquée, Tuset devient médecin libéral dans les années suivant la guerre avant d'être nommé directeur des services de santé du département du Finistère à Quimper jusqu’à la fin de sa carrière.
En 1923, il épouse Germaine Brard, fille de commerçants quimpérois et s’installe à Quimper au no 16 de la rue Vis. Le couple a quatre enfants.
À Quimper, Augustin Tuset réunit chez lui intellectuels et artistes,. Il se lie ainsi d'amitié avec Max Jacob, originaire de Quimper, Jean Moulin, sous-préfet de l’arrondissement de Châteaulin. Ces derniers deviennent les parrains de deux des fils d'Augustin Tuset,. Se côtoient également chez Tuset Maurice David, inspecteur d'académie, les hommes de lettres Saint-Pol-Roux, Louis-Ferdinand Céline et les peintres Joan Miró, Georges Braque, Suzanne Valadon, Henri Mahé, Lionel Floch ou Nicolas Pesce,.
Avec Max Jacob, Tuset se livre à des séances de graphologie. Max Jacob écrit à propos de Tuset dans une lettre destinée à Jean Cocteau : « Si tu avais un ennui administratif, adresse-toi au docteur Tuset. C’est un homme spirituel et tendre, puissant, ingénieux, père d’une famille adorable » (15 décembre 1943).
Pendant la Seconde Guerre mondiale, Augustin Tuset rejoint la Résistance. Il dessine et sculpte son ami disparu, Jean Moulin, à de multiples reprises, lui rendant hommage,.
Augustin Tuset est reconnu pour son travail de sculpteur, de graveur, de dessinateur et notamment de portraitiste. Certaines de ses œuvres sont conservées au Musée départemental breton et au Musée des Beaux-Arts de Quimper où elles jouxtent celles de Jean Moulin alias Romanin,. Par ailleurs, Augustin Tuset a étroitement collaboré avec le peintre Lionel Floch, restituant à travers la gravure sur bois les dessins de ce dernier,.
Dans les années 1940, Tuset a enseigné à Bel Delecourt qui suivait les cours du soir à l'école des Beaux-arts de Quimper.
Il meurt le 11 novembre 1967 à Quimper

## Hommage
Depuis 2018, l’esplanade longeant l’Odet en face de la préfecture de Quimper porte le nom d'Augustin Tuset, la ville honorant ainsi un de ses concitoyens qui a largement contribué à l’ébullition intellectuelle et artistique de la ville. Désintéressé, Augustin Tuset n'a eu de cesse de se faire rencontrer les artistes et de favoriser la création.

## Collections publiques
- Musée des Beaux-Arts de Quimper[9]
- Musée Départemental Breton de Quimper[8]

## Œuvres

### Sculpture
- Buste de Jean Moulin, buste perdu (confère texte d'André Cariou, notice d'Augustin Tuset[8])
- Portrait de Jean Moulin, plâtre, diamètre 38,5 cm, 1936[10]
- Médaille en hommage à Max Jacob, bronze, diamètre 5,8 cm x profondeur 0,9, 1966[10]
- Allégorie de la vierge, faïence émaillée or, 5 x 4,5 cm, vers 1940-1950[13].
- Sculpture d'une femme assise, argile, collection particulière.
- Pégase, médaillon en argile, collection particulière.
- Tête d'homme, argile blanche, collection particulière.

### Gravure

#### Œuvres réalisées seul
- Dante, bois gravé, 21 × 20 cm, dédicacé à Jean Moulin[10]
- Portrait, eau-forte, 9,2 × 12,7 cm, 30 numéros[10].
- Saltimbanques, bois gravé, 17 × 17 cm[10]

#### Collaboration avec Lionel Floch

##### La Bretagne
- Tête de marin, travail à quatre mains avec Lionel Floch, bois gravé et rehauts d’aquarelle blanche par Tuset, 30,7 x 24,3 cm, circa 1930[8].
- Le port, travail à quatre mains avec Lionel Floch, bois gravé par Tuset, 30,7 x 24,3 cm, circa 1930, 30 numéros[14]
- Les pêcheurs, travail à quatre mains avec Lionel Floch, bois gravé par Tuset, 22,3 x 29.7 cm, 30 numéros[15].
- Petit portrait de bigouden, travail à quatre mains avec Lionel Floch, linogravure et rehauts d’aquarelle blanche par Tuset, 19x15 cm, 30 numéros[16].
- Portrait de vieille bigouden, travail à quatre mains avec Lionel Floch, bois gravé par Tuset, 49 x 32,5 cm, 30 numéros, provenant de l'Hôtel des voyageurs Pont-Croix[17].
- Portrait de breton de profil, travail à quatre mains avec Lionel Floch, bois gravé par Tuset, 20 x 15,5 cm, 30 numéros provenant de l'Hôtel des voyageurs Pont-Croix[17].
- Portrait de M.Guyomar, travail à quatre mains avec Lionel Floch, bois gravé par Tuset, 8,5 x 7 cm, provenant de l'Hôtel des voyageurs Pont-Croix[17].
- Portrait de femme accoudée, travail à quatre mains avec Lionel Floch, bois gravé par Tuset, 9 x 7,5 cm, 30 numéros, provenant de l'Hôtel des voyageurs Pont-Croix[17].
- Les lutteurs, travail à quatre mains avec Lionel Floch, bois gravé par Tuset, 21 x 22 cm, 40 numéros, provenant de l'Hôtel des voyageurs Pont-Croix[17].
- Maison à pans de bois, travail à quatre mains avec Lionel Floch, bois gravé par Tuset, 25 x 19 cm, 30 numéros, provenant de l'Hôtel des voyageurs Pont-Croix[17].
- Calvaire, travail à quatre mains avec Lionel Floch, bois gravé par Tuset, 11,5 x 15 cm, 30 numéros, provenant de l'Hôtel des voyageurs Pont-Croix[17].

##### Danse espagnole & corrida
- La Danseuse espagnole, travail à quatre mains avec Lionel Floch, dédicacé à Jean Moulin et bois gravé par Tuset, 19 x 17 cm[10].
- Scène de tauromachie, le picador, travail à quatre mains avec Lionel Floch, linogravure par Tuset, 24 x 24 cm, 30 numéros[17].
- Scène de corrida, travail à quatre mains avec Lionel Floch, bois gravé par Tuset, 24,5 x 20 cm, 30 numéros, provenant de l'Hôtel des voyageurs Pont-Croix[17].
- Le Picador à cheval, travail à quatre mains avec Lionel Floch, bois gravé par Tuset, 14,5 x 19,5 cm, 30 numéros, provenant de l'Hôtel des voyageurs Pont-Croix[17].

### Dessin
- Portrait de Max Jacob, crayon sur papier, 24,5 x 16 cm, 1933[10]
- Lettre d'Augustin Tuset à Jean Moulin, plume et encre sur papier, dessin d'un dolmen et illustration de la carte postale signée Tuset (vue de Quimper), 1937[10]
- Portrait de Jean Moulin, plume et encre noire, 13,2 x 9,5 cm, vers 1930[10]
- Portrait de Jean Moulin, mine grasse, 31 x 23 cm, vers 1930[10]
- Le Christ de Perpignan, dessin sur une lettre destiné à Jean Moulin, 1936[10]
- Portrait d'un vieux breton, encre sur papier, collection particulière.